# World Wide Association of Specialty Programs and Schools
La World Wide Association Of Specialty Programs and Schools (WWASP ou WWASPS) est une organisation ayant développé des « programmes d'éducation » ou de « rééducation » des adolescents, et dont le siège social est dans l'Utah, aux États-Unis. WWASP a été fondée par Robert Lichfield en 1998. 
Selon son fondateur, la méthode utilisée par WWASP peut corriger les types spécifiques de comportements, perçus comme inadéquats par leurs parents ou par la société en général, chez les enfants de 12 ans et plus. WWASP prétend avoir aidé plus de 25 000 adolescents et leurs familles.
WWASP semble fonctionner en coopération avec un certain nombre d'autres compagnies offrant les programmes et les moyens semblables. Premier Educational Seminars (Premier Educational Systems) est une de ces compagnies.

## Résidences
WWASP opère, ou est associé à des compagnies, partout dans le monde et particulièrement aux États-Unis et au Mexique
- Royal Gorge Academy/Royal Peak Academy à Canon City, Colorado États-Unis
- Academy at Ivy Ridge à New York, États-Unis
- Cross Creek Programs en Utah, États-Unis
- Pacific View Retreat à Ensenada, Mexique
- Carolina Springs Academy en Caroline du Sud, États-Unis
- Majestic Ranch Academy en Utah, États-Unis
- Spring Creek Lodge Academy dans le Montana, États-Unis
- Bethel Girls Academy dans le Mississippi, États-Unis
- Casa By The Sea à côté de Ensenada, Mexique (fermé en septembre 2004 par le gouvernement mexicain, rouvert en tant que Seaside Academy)
- Midwest Academy à Keokuk, Iowa, États-Unis
- Academy at Dundee Ranch au Costa Rica (fermé par la police locale)
- Morava Academy, République tchèque (fermé par les autorités avec l'aide de l'armée)
- Tranquility Bay en Jamaïque
- High Impact, Tecate à côté d'Ensenada, Mexique (fermé en 2002 par le gouvernement mexicain. Pillé après des preuves d'abus sur les enfants.)

## Allégations de maltraitances
WWASP a reçu beaucoup d'allégations de maltraitances physiques, émotionnelles et mentales contre le personnel des écoles.
En effet leur technique de changement de la personnalité, est appliquée avec violence et humiliation, pour calmer les nerfs de ses pensionnaires. WWASP oblige les enfants à rester allongés sur le ventre parfois pendant plusieurs jours d'affilée (d'autres plusieurs semaines).
Le contrat que signent les parents stipule l'utilisation de gaz paralysant, de matraques électriques, de menottes, et différents moyens de contention. Des passages à tabacs se produisent régulièrement sur les récalcitrants aux dires des victimes, allant même jusqu'aux humiliations sexuelles, voire des viols.
Casa By The Sea, un service de WWASP près d'Ensenada, au Mexique a été fermé en septembre 2004 à la suite d'une enquête des autorités locales qui ont découvert des preuves de maltraitances. Un certain nombre d'autres résidences ont également changé leurs noms pour éviter la publicité négative résultant des allégations d'anciens résidents.
Dundee Ranch fut fermé le 26 mai 2003 après une semaine d'émeutes, de vandalisme et de fuites d'« étudiants ». La révolte des étudiants a été suscitée par une intervention gouvernementale commandée par le bureau du Procureur qui a étudié les allégations de maltraitances et le fait que des étudiants soient « détenus » à Dundee contre leur volonté.

## Rapports contradictoires d'anciens résidents
Les avis des anciens résidents de WWASP sont divisés. Certains affirment que le programme les a sauvés de la mort ou d'un destin tragique, alors que d'autres rapportent le traumatisme psychologique de leur séjour. Cependant, dans certains prétendent qu'on a exigé d'eux qu'ils croient que le programme les a sauvés d'un destin terrible afin d'éviter la punition et gagner des points de mérite. Ces points de mérite ont été employés dans les systèmes internes, qui ont dicté le niveau de liberté et d'accès à certaines libertés permises à chaque étudiant. Les étudiants limités au niveau le plus bas ne sont autorisés à communiquer qu'avec le personnel et les étudiants des niveaux plus élevés, il leur est également interdit d'avoir un contact avec leurs parents.

Les articles concernant WWASPS citent souvent des parents très satisfaits du programme. Quelques critiques attribuent cet effet à une dissonance cognitive : si les programmes sont regardés comme un échec plus tard, les parents devraient reconnaître leur propre erreur, d'autant plus qu'ils y ont dépensé des milliers de dollars pour, finalement, nuire à leurs enfants.

## Psychologie
Les parents sont cernés par une machine de bourrage de crane disent certains. En effet lors de séminaires pour les parents, on les persuade au cours de cérémonies plus ou moins religieuses que WWASP a sauvé leur famille et la vie de leurs enfants. Ils font miroiter aux familles et aux étudiants des diplômes que les adolescents obtiendront par la WWASP mais qui n'ont en réalité aucune valeur ni équivalence aux États-Unis et nulle part dans le monde (certains ne suivront aucun cours à WWASP).
Les sommes astronomiques demandées aux parents, soit 30 000 $ par année (prix pratiqué en 2004), sont là pour justifier le prétendu sérieux de cette association (officiellement à but non lucratif).
Il y a de grandes campagnes de recrutement aux États-Unis, où les parents qui le désirent sont entendus par un psychologue de WWASP, où on leur dit souvent que leur enfant est en danger et que WWASP est la seule solution pour les sauver. Certains racontent que leur enfant était uniquement en crise d'adolescence mais qu'ils se sont quand même laissé convaincre.

## Polémique concernant les institutions américaines
Ceci prête souvent à débat, mais il semble qu'aucune investigation ne puisse être faite de la part de l'État fédéral américain à propos des agissements de WWASP car chaque État américain est autonome quant à l'éducation qui se pratique sur leur territoire.

Certains expliquent aussi ce phénomène par le fait que WWASP est l'un des plus généreux donateurs au parti républicain.
Les États-Unis est le seul pays dans le monde avec la Somalie à n'avoir pas ratifié la Convention des droits de l'enfant, ce qui peut expliquer que nombreux centres de WWASP ont été fermés à l'étranger (Mexique, Costa Rica, République tchèque) mais que les centres américains restent ouverts.

## Polémique concernant l'Église de Jésus-Christ des saints des derniers jours
Le fait que les deux fondateurs soient mormons a créé une hostilité de la part des associations de protection de l'enfance et des médias envers l'église basée à Salt Lake City.

## Poursuites judiciaires
En août 2004, un procès a eu lieu entre WWASP et P.U.R.E. WWASP a essayé d'empêcher l'association P.U.R.E de rendre compte des allégations faites par d'anciens résidents et leurs familles. Pendant ce procès Ken Kay (président de WWASP) une fois enquis des allégations d'abus sexuels commis contre des résidents des résidences de WWASP a déclaré qu'à son avis, l'activité sexuelle entre les membres de personnel et les étudiants n'est pas nécessairement une maltraitance
Depuis 2004, plusieurs procès ont eu lieu à la suite de plaintes déposées par d'anciens résidents et parents. La plupart ont été réglés par des arrangements à l'amiable entre les parties, ou ont été annulés pour des raisons de procédures.
En août 2007, Randall Hinton, un de ces dirigeants, a été condamné à 25 jours de prison.

## Documentaires
- Les Enfants perdus de Tranquility Bay[3] film documentaire de Jean-Robert Viallet et Mathieu Verboud (2005) (85 min)

Documentaire suivant le procès de WWASP contre P.U.R.E et à charge contre WWASP, compare les actes de cette organisation aux traitements que les militaires américains pratiquent dans les camps de détention en Irak et à Guantanamo et dénonce une manipulation des parents enclins à trouver une éducation modifiant et améliorant le comportement de leur enfant.
On peut y voir d'anciens gardes et des responsables de l'époque (2005) témoigner lors du procès : certains ne se souviennent pas de traitement dégradants qui auraient été pratiqués dans des centres, d'autres en justifient certains par l'objectif de modifier les attitudes supposées pré-délinquantes des adolescents. On y trouve aussi de nombreux témoignages d'enfants victimes de sévices divers et de parents souvent accablés d'avoir été « abusés ».
Ce documentaire affirme, entre autres, que plusieurs jeunes se sont suicidés à la sortie de ces « programmes d'éducation », que les diplômes obtenus n'ont aucune valeur aux USA, etc.
- Le Programme : sectes, mensonges et enlèvements (en) (The Program: Cons, Cults, and Kidnapping) est une série documentaire en trois épisodes sortie en 2024 sur la WWASP et plus spécifiquement l'académie d'Ivy Ridge,.